# Azo di Iberia

Mappa degli antichi stati a sud del caucaso. In colore giallo più chiaro la Cartalia, compresa nella più grande Iberia, entrambe con capitale Mtskheta.

Azo, Azoy o Azon (in georgiano აზო; აზოჲ; აზონი?; fl. IV-III secolo a.C.) è stato un sovrano di Cartalia, un antico regno della attuale Georgia centrale, noto agli autori classici come Iberia. Secondo gli annali georgiani medievali sarebbe salito al potere grazie ad Alessandro Magno, re di Macedonia tra il 322 e il 330 a.C. per venire poi ucciso in una data oscillante a seconda degli studiosi tra il 302 e 272 a.C. dal  fondatore della prima dinastia di re georgiani, Farnabazo I.

## Controversie biografiche
La figura storica di Azon è menzionata in alcune delle antiche fonti storiche georgiane, ma non esiste una opinione comune sulla sua origine.
Azo(y) è richiamato in La Conversione della Cartalia, il più antico compendio storico georgiano medievale sopravvissuto fino ai giorni nostri ed indipendente da Cronache georgiane, che invece è il principale corpus historicum della Georgia medievale.  Viene descritto come il figlio di un re, il cui nome non viene riportato, a capo di Arian Cartalia, uno stato cliente dell'impero achemenide. Azo avrebbe portato con se 18 case (cognomi) dal paese di suo padre, la patria originale dei georgiani, e le stabilì nella città capitale Mtskheta e nei suoi dintorni. Con ciò sarebbe nato il regno di Cartalia, il cui primo re (mep'e, მეფე) sarebbe stato lo stesso Azo.
Azo insieme ai suoi seguaci era con Alessandro Magno durante la conquista di Cartalia. Nominato come primo re a Mtskheta dopo la presa della città, viene considerato anche responsabile di avere introdotto i culti di Gatsi e Gaim.
Le Cronache georgiane del cronista Leonti Mroveli, invece, non seguono questa tradizione storica e piuttosto riportano di un Azon, figlio di Iaredos, che non era né un re, né nemmeno un georgiano. Quest'uomo avrebbe conquistato Mtskheta con 100000 macedoni (nel testo chiamati "romani"). Il racconto aggiunge che Alessandro comandò ad Azon di adorare sette corpi celesti (il sole, la luna e cinque "stelle", cioè i pianeti) e di servire il «Dio invisibile, il creatore dell'universo«. Azon in queste cronache viene descritto come un tiranno, ma i georgiani, guidati da Farnavaz Mtskheteli e Eristav Kuji di Egris, due membri dei clan regnanti locali, si ribellarono, liberando la loro patria dalla dominazione dei greci e mettendo sul trono Farnabazo, il cui padre e zio furono uccisi da Azon, come primo re.
Azo e Azon rappresentano senza dubbio la stessa figura storica ed entrambe le fonti derivano la sua ascesa al trono come conseguenza della leggendaria spedizione di Alessandro nell'interno della Georgia. Per questo motivo secondo alcune fonti Azon è stato il primo re di Cartalia e per estensione della Georgia, mentre altri storici indicano Farnabazo come primo monarca della Georgia antica.
Secondo la lettura dello storico georgiano del XIX secolo, nonché principe reale (batonishvili), Vakhushti Bagration, lo storico studiato da Marie-Félicité Brosset, Azon o Azo, figlio di Iardos, sarebbe un patrizio originario della Macedonia al quale Alessandro Magno avrebbe affidato il governo della Cartalia dopo aver conquistato il paese e ucciso il mamasakhlisi Samara di Mtskheta. Azon avrebbe controllato il paese da quattro cittadelle situate nei punti cardinali; inoltre si sarebbe impadronito dell'Egris (Colchide) e avrebbe reso tributari anche gli Osseti, i Lech e i Khazari. Azon si sarebbe comportato come un tiranno sanguinario prima di essere ucciso durante una rivolta generale dei georgiani guidati dal giovane Farnabazo che rivendicava l'eredità dei suoi antenati. Il tono della descrizione fatta da questa fonte degli eventi che circondano la presa del potere da parte di Farnabazo, dimostra l'aspetto in gran parte mitologico di questi personaggi.
Secondo Vakhushti, la tradizione connessa a Azo prende le origini dal desiderio durante l'età ellenistica del III secolo a.C. da parte dei greci di stabilire una rotta commerciale fluviale transcaucasica verso l'India, sfruttando il percorso del fiume Kura. Come conseguenza di quest'azione, il re tracio-macedone Lisimaco, uno dei diadochi di Alessandro Magno, satrapo e poi re di Tracia, dell'Asia minore e della Macedonia, sostenne le polis greche della Colchide sulla costa del Mar Nero nella loro lotta contro i principi (skeptuch) di quella regione. In tal modo, per i macedoni era possibile mantenere il dominio sulla parte iniziale del percorso. A Lisimaco si opposero i principi georgiani Farnabazo e Mtskhetel Sepetsuls, i quali a loro volta volevano assumere il controllo del traffico fluviale, fondamentale per la fornitura di spezie all'Europa. Secondo questa ricostruzione, dal conflitto sarebbe poi emerso vincitore Farnabazo, con Azo ucciso in battaglia.
Riassumendo:
- Secondo la conversione di Cartalia,[6] Azo era figlio del re di Cartalia
- Secondo la vita di Cartalia[7], Azon era figlio del macedone/romano Jaredos
- Per il principe Vakhushti[8] il personaggio era figlio del capo macedone Jared
- Secondo un altro storico e principe, Teimuraz Bagrationi (1782-1846),[9] Azo era figlio di Ariane, uno dei principi di Alessandro Magno

## Storiografia moderna
L'identificazione di Azo/Azon resta uno degli enigmi più complessi e controversi della storia antica georgiana. Il suo regno è convenzionalmente datato dallo studioso georgiano Sergi Gorgadze come compreso tra il 330 e il 272 a.C., sebbene si tratti di un'indicazione approssimativa.
Nonostante le loro differenze, le due tradizioni medievali concordano sul fatto che la dignità reale fu stabilita a Mtskheta nel primo periodo ellenistico; quest'informazione risulta comprovata sulla base di fonti non georgiane. La leggenda della campagna iberica di Alessandro è sopravvissuta anche nella tradizione storica armena, in particolare nella Storia degli armeni di Mosè di Corene (probabilmente del V secolo). Mosè parla di "Mitridate, satrapo di Dario" (identificabile con Mitridate II di Cius) insediato da Alessandro per governare i georgiani. Il professor Giorgi Melikishvili ha tracciato diversi parallelismi tra i racconti dell'Azon delle cronache georgiane e il Mitridate della tradizione armena.
Diversi studiosi moderni ritengono che la storia di Azo suggerisca indirettamente la migrazione delle prime tribù georgiane a nord-ovest e la fusione di elementi anatolici con le tribù che vivevano nella Cartalia vera e propria. D'altra parte, la versione di La Vita di Kartli, che anacronisticamente etichetta i collaboratori di Azon come "romani", potrebbe benissimo riflettere le attività romane in Iberia, presumibilmente quelle del periodo Flavio (69-96 d.C.), che sono sorprendentemente ignorate dagli annali georgiani.
Alcuni storici moderni hanno altresì tentato di equiparare Azon (da notare come il nome termini nel suffisso greco –ου) con Giasone del ciclo argonautico. Secondo lo storico romano Tacito, gli Iberi «rivendicavano l'origine tessale, risalente al tempo in cui Giasone, dopo essere partito con Medea e i loro figli, tornò al palazzo vuoto di Eete e dei Colchi senza re».